# Paul Fürst (Kunsthändler)
Paul Fürst (* 1608 in Nürnberg; † 11. September 1666 ebenda) war ein Nürnberger Verleger, Kunst- und Buchhändler.

## Leben
Paul Fürsts Vater war ein Nürnberger Barchentweber, der den Sohn am 7. Februar 1608 taufen ließ. Durch die Heirat mit Helena Susanna Schnelling, der Tochter des Kunsthändlers Peter Schnelling von Antorf am 15. März 1637 erbte Paul Fürst im gleichen Jahr das Geschäft des Großvaters seiner Frau, des Kunsthändlers Balthasar Caymox. Er führte das Unternehmen unter seinem eigenen Namen weiter. Fürst gab vor allen Dingen Bilderbögen, Flugschriften sowie Kupferstichsammlungen heraus. Am 11. September 1666 beging Paul Fürst Selbstmord. Seine Buchhandlung existierte bis zum Jahr 1703/04 unter dem Namen Paul Fürst Wittib und Erben.
Paul Fürst erwarb am 18. Juli 1653 die Siebmacherschen Kupferplatten, mit denen er eine weitere Ausgabe herausgab: Johann Siebmacher, Paul Fürst: „Deß erneuerten Teutschen Wappenbuchs. Erster und Zweyter Theil. Enthaltend des h. Römischen Reiches wie auch außwärtiger Hoher Potentaten, Könige, Hertzogen, Fürsten, Freyen tittern, Edlen und Erbaren Geschlechten etc Wappen, Schild, Helm, Kleinodien und andren zugehörigen Heroldsfarben“, Nürnberg, bey Paulus Fürsten Kunsthändler: Gedruckt bei Christoph Gerhard. (1655–1657). Der erste Teil wurde um vier weitere Tafeln ergänzt, der zweite Teil blieb unverändert bei 164 Tafeln. Paul Fürst erstellte den 3. Teil (1656) mit 200 Tafeln und den 4. Teil des „Neuen Siebmachers“ (1657) mit ebenfalls 200 Tafeln und kurz vor seinem Tod (1666) den 5. Teil (1665) mit 312 Tafeln, wobei in diesen fünften Band verstärkt das Patriziat der Reichsstädte Eingang fand. Dabei hatte er als Mitarbeiter J. W. Fabricius, Frans Luycx und Gabriel Bucelinus. Diese fünf Bände sind der sogenannte „Neue Siebmacher“. Alle Auflagen bis 1667 liegen im Querformat (eine Tafel je Seite) vor, und alle sind schwarz-weiß mit Initialen für die Farbangaben.
1667 wurde von Paul Fürsts Witwe und Erben ein Zusatzteil für den 5. Band herausgebracht mit weiteren 56 Tafeln. Das Gesamtwerk enthielt jetzt 1162 Tafeln.
Rudolf Johann Helmer, Schwiegersohn von Paul Fürst, Ehemann von Fürsts Tochter Magdalene (1652–1717), setzte zusammen mit Fürsts Sohn, Wolfgang Gottlieb Fürst, die Arbeit in Nürnberg fort und stellte 1695 erstmals alle fünf Teile zu einem einzigen Band zusammen. Diese Ausgabe ist erstmals im Hochformat (Folio-Format) gehalten (2 Tafeln pro Seite übereinander). Dieses Format wurde bis zur letzten Ausgabe 1772 beibehalten. Weitere Ausgaben folgen 1696, 1697, 1699, 1701, 1704, 1705.